# Scott Caan
Scott Andrew Caan, född 23 augusti 1976 i Los Angeles, är en amerikansk skådespelare. Caan är son till skådespelaren James Caan. 

## Filmografi
| Filmografi | Filmografi                    | Filmografi                                | Filmografi |
| År         | Film                          | Roll                                      | Noteringar |
| ---------- | ----------------------------- | ----------------------------------------- | --- |
| 1995       | A Boy Called Hate             | Hate                                      | Första huvudrollen. |
| 1997       | Nowhere                       | Ducky                                     | |
| 1997       | Bongwater                     | Bobby                                     | |
| 1998       | Enemy of the State            | Jones                                     | |
| 1999       | Varsity Blues                 | Charlie Tweeder                           | |
| 1999       | Black and White               | Scotty                                    | |
| 1999       | Saturn                        | Drew                                      | aka Speed of Life (DVD title) |
| 2000       | Boiler Room                   | Richie O'Flaherty                         | |
| 2000       | Gone in 60 Seconds            | Tumbler                                   | |
| 2000       | Ready to Rumble               | Sean Dawkins                              | |
| 2001       | American Outlaws              | Cole Younger                              | |
| 2001       | Novocaine                     | Duane Ivey                                | |
| 2001       | Ocean's Eleven                | Turk Malloy                               | |
| 2003       | Dallas 362                    | Dallas                                    | även manusförfattare och regissör. |
| 2004       | Ocean's Twelve                | Turk Malloy                               | |
| 2004       | In Enemy Hands                | Lt. Cmdr. Randall Sullivan                | |
| 2005       | Into the Blue                 | Bryce                                     | |
| 2006       | Rika vänner                   | Mike                                      | |
| 2006       | The Dog Problem               | Casper                                    | även manusförfattare och regissör. |
| 2006       | Lonely Hearts                 | Detective Reilly                          | |
| 2007       | Ocean's Thirteen              | Turk Malloy                               | |
| 2007       | Brooklyn Rules                | Carmine Mancuso                           | |
| 2007       | Stories USA                   | Hayden Field                              | |
| 2008       | Ett UFO i New York            | Officer Dooley                            | |
| 2009       | Deep in the Valley            | Rod Cannon                                | |
| 2010       | Mercy                         | Johnny Ryan                               | även manusförfattare och regissör. |
| 2010       | A Beginner's Guide to Endings | Cal White                                 | premiär vid Toronto International Film Festival, 17 september 2010.                                                                     |
| 2011       | Geezers!                      | Scott                                     | |
| TV         |                               |                                           | |
| År         | Titel                         | Roll                                      | Noteringar |
| 2009-2011  | Entourage                     | Scott Lavin                               | Medverkan: Säsong 6 (2 avsnitt), Säsong 7 (9 avsnitt), Säsong 8 (8 avsnitt)                                                             |
| 2010-2020  | Hawaii Five-0                 | Det. Sgt. Daniel "Danny" "Danno" Williams | People's Choice Awards - Best New TV Drama (2011) Golden Globe: Nominerad: Bästa manliga biroll - Serie, Miniserie eller TV-film (2011) |